# Жирянка альпийская
Жиря́нка альпи́йская (лат. Pinguícula alpina) — многолетнее насекомоядное растение; вид рода Жирянка (Pinguicula) семейства Пузырчатковые (Lentibulariaceae).

## Описание
Гигрофит, гемикриптофит. Многолетнее травянистое насекомоядное растение 5-15 см высотой. Корень стержневой, коричневый, в верхней части с мочками желтоватых придаточных корней, развивающихся ежегодно вместе с новой розеткой листьев. Стебель одиночный или в числе 2, редко 3-5, рассеянно железисто-опушенный, гуще в нижней части и под цветком. 
Листья в числе 7-13 в прикорневой розетке, толстоватые, очень хрупкие, сидячие, 1,5-4 см длиной, 0,5-1,5 (2) см шириной, желтовато-зелёные, с несколько завернутыми на верхнюю сторону краями, продолговато-эллиптические, тупые, снизу голые, сверху по всей поверхности опушенные двумя видами волосков: вблизи основания и вдоль центральной жилки простыми, на остальной части булавовидными железистыми волосками. 
Цветки белые или слегка желтоватые; чашечка рассеяно железистая, с продолговатыми, к верхушке сужена, с островатыми лопастями, верхняя губа её трёхлопастевая, с мелкими лопастями около 2 мм длиной, нижняя губа распашных, венчик белый, с желтоватыми пятнами у основания нижней губы, иногда внешне рассеяно волосистый, 8-15 мм длиной (вместе с шпорцем) лопасти верхней губы на верхушке округлые, средняя лопасть нижней губы крупнее боковых, на верхушке усеченная, изредка с неглубокой выемкой, с 1-3 желтыми пятнами и бородкой волосков, направленных внутрь цветка; шпорец конический, на конце тупой, короткий (короче половины венчика), направленный вниз и вперед изогнутый, оранжево-жёлтый, внутри железистый; завязь железисто опушенная.
Цветёт с конца мая до конца июля. Плодоносит в июле-августе. Коробочка рассеяно железистая, продолговато-яйцевидная, вверх уплощена, двугранный, тупая, 5-7 мм длиной, открывается 2 зубцами. Семена коричневые, 1 мм длиной, узкоэллиптические, дробносетчатые, на конце с придатком. Размножается семенами.

## Распространение
Распространена от тундровой зоны к северу лесной зоны и в пределах от горно-тундрового до горно-лесного пояса гор Евразии (от Исландии до Восточной Сибири) на высоте до 4100 метров над уровнем моря.
Растёт преимущественно во влажных и переувлажненных местах, часто на меловых почвах, по сырым скалам, на моховых, задернованных и незадернованных берегах различных водоёмов, на болотах в кислой болотистой почве, на каменистых россыпях, по берегам ручьев, реже в заболоченных лесах.
Вид занесён в Красную книгу Украины, Латвии, Эстонии. В Российской Федерации вид включён в региональные Красные книги (Архангельской области, Свердловской области, Тюменской области, Ханты-Мансийского автономного округа, Республики Карелия, Ненецкого автономного округа, Ямало-Ненецкого автономного округа).

## Выращивание
Жирянку альпийскую можно выращивать в смеси из одной части известкового гравия (от 0,5 до 4 мм) и одной части торфа или в смеси из одной части торфа, двух частей перлита и одной части вермикулита.
Семена нужно выдерживать при холодных температурах от -10 °C до 0 °C в течение от 8 до 12 недель, чтобы они проросли. Весной, когда температура поднимается, и почва начинает оттаивать, семена должны быть защищены от плесени, размещением на ярком солнечном месте. Обычно семена начинают прорастать с марта по май. Почва должна быть всегда очень влажной.
После первой зимы растения должны быть разделены, чтобы не росли слишком близко друг к другу. Жирянка альпийская формирует зимние почки, как и другие растения умеренных и холодных широт. Корни растения очень хрупкие. Если при пересадке сломать слишком много корней, можно потерять растение. Этот вид требует холодной зимовки.